# Al-Walid II
Al-Walid ibn Yazid o al-Walid II —àrab: الوليد بن يزيد, al-Walīd ibn Yazīd— (mort el 16 d'abril de 744) fou un califa omeia marwànida que va governar des de 743, quan va succeir el seu oncle Hixam ibn Abd-al-Màlik fins a la seva mort, quan el succeí el seu cosí Yazid III. Era fill de Yazid II ibn Abd-al-Màlik i d'Umm-al-Hajjaj Zàynab bint Muhàmmad ibn Yússuf al-Thaqafí. Tenia entre 37 i 45 anys quan va pujar al tron.
El seu pare Yazid l'havia designat com a hereu del seu germà Hixam i aquest va tenir al començament certa simpatia pel seu nebot però aviat va quedar decebut per la vida de disbauxa que portava; alguns dels amics del príncep foren castigats i les quantitats assignades al príncep reduïdes. Al-Walid va deixar la cort i es va establir lluny, a una residència a l'estepa, potser l'actual Kasr al-Tuba a Jordània.
La seva vida li havia donat fama d'immoral, per la qual cosa va trobar forta oposició al seu nomenament com a califa. però finalment, a la mort del seu oncle, va pujar al tron. Va rebre la baya a Damasc però va tornar a la residència de l'estepa. Es diu que bevia molt de vi encara que això podria haver estat exagerat, però la seva absència mantenia la remor i feia créixer l'oposició.
Un cop al càrrec, va començar una dura repressió contra tots els que se li havien oposat, creixent així l'aversió que ja hi havia contra ell. Encara que les seves mesures socials eren populars (va fer grans donatius pels discapacitats i va posar esclaus al servei de cecs i paralítics), la seva política no va fer més que crear-li enemics. Va donar suport als kaysites mudarites i als seus parents materns thakafites. Després de confirmar com a governador del Khurasan a Nasr ibn Sayyar (738-748), va rebre un suborn del thakafita Yússuf ibn Úmar ibn Hubayra i el va mantenir com a governador de l'Iraq (738-744). Aquest va nomenar al seu oncle matern Yusuf ibn Muhammad ibn Yusuf al-Thakafi com a governador de l'Hedjaz.
Al-Walid va perseguir a alguns prínceps omeies. Sulayman ibn Hisham va ser fuetejat i enviat a l'exili a Amman. Aquest i altres fets van fer possible una coalició d'enemics en la qual hi havia prínceps omeies, els parents de Khalid ibn Abd Allah al-Kasri (governador deposat i perseguit de l'Iraq) i altres caps iemenites. Com a cap es va escollir a Yazid ibn al-Walid, cosí del califa. Els rebels es van apoderar de Damasc sota el comandament de Sulayman ibn Hixam ibn Abd-al-Màlik i van enviar una expedició cap al palau del califa ara establert a al-Bakhra al sud de Tadmur, dirigida per Abd al-Aziz ibn al-Hajjaj ibn Abd al-Malik. Després d'un curt setge el califa va morir a la lluita el 15 d'abril de 744
Fou també un poeta d'una qualitat i originalitat considerable.